# Mirko Cvetković
Mirko Cvetković (szerb cirill betűkkel Мирко Цветковић, magyar átírással Mirko Cvetkovics, Zaječar, 1950. augusztus 16. –) szerb közgazdász és politikus, 2008. július 7. és 2012. július 27. között Szerbia miniszterelnöke.